# اتفاقية الأمم المتحدة ضد الاتجار غير المشروع في المخدرات والمؤثرات العقلية
اتفاقية الأمم المتحدة ضد الاتجار غير المشروع في المخدرات والمؤثرات العقلية لعام 1988 هي إحدى ثلاث معاهدات رئيسية لمكافحة المخدرات المعمول بها حاليا. توفر الاتفاقية آليات قانونية إضافية لإنفاذ الاتفاقية الوحيدة لعام 1961 بشأن المخدرات واتفاقية عام 1971 بشأن المؤثرات العقلية. دخلت الاتفاقية حيز النفاذ في 11 نوفمبر 1990. اعتبارا من يونيو 2014 كان هناك 189 عضو في الاتفاقية. 185 من 193 دولة عضو في الأمم المتحدة (وليس من بينها غينيا الاستوائية وكيريباتي وبالاو وبابوا غينيا الجديدة وجزر سليمان والصومال وجنوب السودان وتوفالو) والكرسي الرسولي والاتحاد الأوروبي وجزر كوك ونييوي.

## الخلفية
تمثل الاتفاقية تصعيدا في الحرب على المخدرات. تشير الديباجة إلى جهود الإنفاذ السابقة التي لم تتوقف عن تعاطي المخدرات محذرا من «زيادة مطردة في اختراق مختلف الفئات الاجتماعية التي أدى بها إلى الاتجار غير المشروع في المخدرات والمؤثرات العقلية». كما يحذر من أن تجارة المخدرات والأنشطة ذات الصلة «تقوض من الاقتصادات المشروعة ويهدد الاستقرار والأمن وسيادة الدول». وشدد على الشعور بالحاجة الملحة للحفاظ على براءة الأطفال الذين يتم استغلالهم:

## صنع المخدرات وتوزيعها

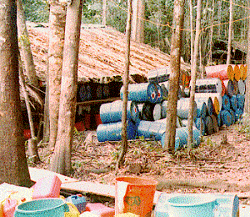
مخبأ السلائف الكيميائية قرب معمل معالجة الكوكايين في أمريكا الجنوبية.

يخصص جزء كبير من معاهدة مكافحة الجريمة المنظمة عن طريق تكليف التعاون في البحث عن المفقودين والاستيلاء على الأصول ذات الصلة بالمخدرات. تقضي المادة 5 من الاتفاقية على أطرافها مصادرة عائدات جرائم المخدرات. كما يطلب من الأطراف محاكمتهم وأن تأمر ببذل البنك أو السجلات المالية التجارية أو بحجزها. تنص الاتفاقية كذلك على أنه يجوز لطرف أن يرفض العمل على هذا الحكم على أرض الواقع بسبب السرية المصرفية.
المادة 6 من الاتفاقية توفر الأساس القانوني للتسليم في القضايا المتعلقة بالمخدرات بين الدول التي لا توجد بينها معاهدات تسليم المجرمين. بالإضافة إلى ذلك تطلب الاتفاقية من الأعضاء تبادل تقديم المساعدة القانونية لبعضهم البعض بناء على طلبها لأغراض البحث والمضبوطات وخدمة الوثائق القضائية وهلم جرا.
بالإضافة إلى ذلك تنص المادة 12 من الاتفاقية على فئتين من سلائف المخدرات غير المشروعة للرقابة. لدى لجنة المخدرات السلطة لتقرر ما إذا كانت السيطرة على مادة السلائف والتي موضوعة في الجدول وتقييم الهيئة الدولية لمراقبة المخدرات ملزمة للجنة ومع ذلك من الناحية العلمية فإنه مطلوب ثلثي الأصوات لإضافة مادة إلى جدول.
تحمي المادة 12 مصالح الشركات الدوائية والكيميائية عن طريق اشتراط مجلس يأخذ في الاعتبار «مدى وأهمية وتنوع الاستعمال المشروع للمادة وإمكانية وسهولة استعمال مواد بديلة سواء للأغراض المشروعة وغير المشروعة لتصنيع العقاقير المخدرة أو المؤثرات العقلية».
أصبحت السيطرة على المنشطات من نوع سلائف المنشطات أولوية رئيسية للأمم المتحدة.

## حيازة المخدرات

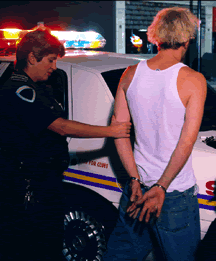
تفسر الهيئة الدولية لمراقبة المخدرات اتفاقية عام 1988 على أنها تطلب من الأعضاء تجريم حيازة المخدرات البسيطة.

المادة 3 من الاتفاقية تطلب من الدول حظر حيازة المخدرات للاستخدام الشخصي:
المعاهدات السابقة الخاصة بمكافحة المخدرات استهدفت شركات الأدوية والمتاجرين بدلا من المستخدمين. آليات وديناميات نظام الأمم المتحدة للمراقبة الدولية للمخدرات من قبل ديفيد ر. بولي-تايلور والأستاذة الجامعية سيندي فازي توضح أن «اتفاقية سنة 1988 كانت محاولة للوصول إلى التوازن السياسي بين الدول المستهلكة والمنتجة وبالتالي لم يكن سوى واجب الدول المنتجة (مثل الدول النامية في آسيا وأمريكا الجنوبية) لقمع العرض غير المشروع ولكن أيضا من واجب الدول المستهلكة (مثل الدول الصناعية في أوروبا وأمريكا الشمالية) قمع الطلب على المخدرات».
ومع ذلك فإنه من غير الواضح ما إذا كان هذا الحكم في الواقع لا يفرض حظر حيازة المخدرات للاستخدام الشخصي وذلك بسبب التحذير من أن مثل هذه الحيازة يلزم الحظر إلا إذا كان «خلافا لأحكام اتفاقية عام 1961 واتفاقية سنة 1961 بصيغتها المعدلة أو اتفاقية سنة 1971». وجدت اللجنة الوطنية الأمريكية للماريجوانا وتعاطي المخدرات أن أحكام الاتفاقية الوحيدة عام 1961 بشأن المخدرات ضد الحيازة تنطبق فقط على الحيازة المتعلقة بالاتجار غير المشروع في حين أن لجنة لو داين الكندية للتحقيق في الاستعمال غير الطبي المعني بالمخدرات وجدت غير ذلك.

## القضايا الدستورية
العديد من أحكام الاتفاقية تستهل بعبارة "مع مراعاة مبادئه الدستورية والمفاهيم الأساسية لنظامها القانوني على كل طرف أن..." وفقا لفازي وقد استخدم هذا من قبل الولايات المتحدة بعدم تنفيذ جزء من المادة 3 من اتفاقية سنة 1988 الذي يمنع تحريض الآخرين على استخدام مواد مخدرة أو المؤثرات العقلية على أساس أن هذا سيكون مخالفا للتعديل الدستوري في ضمان حرية التعبير". وبالمثل إذا كان يوجد حظر وطني على حيازة المخدرات ينتهك دستور الأمة فإن تلك الأحكام لا تكون ملزمة على ذلك البلد.

## إلغاء المقترح
في عام 2003 أوصت لجنة البرلمان الأوروبي إلغاء اتفاقية عام 1988 حيث وجدت أن:
إن الطريق إلى الإلغاء سيكون صعبا. يمكن لكل دولة من الدول الانسحاب من المعاهدة وفقا لأحكام المادة 30. لكن وكما تلاحظ المسؤولة السابقة عن مكافحة المخدرات في الأمم المتحدة سيندي فازي فإنه لا يوجد بند في الاتفاقية يسنح بإنهائها وبالتالي ستبقى سارية المفعول حتى لو بقيت دولة واحدة فقط. لاحظ تقرير الحزب الراديكالي أن الانسحاب هو الطريق الوحيد لتغيير نظام السيطرة الذي أسسته الاتفاقية:

## قائمة سلائف المخدرات التي تسيطر عليها
المصدر: هيئة القائمة الحمراء (الطبعة الرابعة عشر من يناير 2015)
قائمة المواد الثلاثة والعشرين المطابقة للائحة سلائف المخدرات التي يسيطر عليها الاتحاد الأوروبي باستثناء تصنيف مختلف وإدراج الفراغية في الاتحاد الأوروبي الفئة 1.
انظر أيضا مادة: سلائف المخدرات

### الطاولة 1
- أنهيدريد الخليك.
- حمض ن-أسيتيلانثرانيليك.
- إفيدرين.
- الإرغومترين.
- إرغوتامين.
- إيسوسافرولي.
- حمض الليسرجيك.
- 3,4-ميثيلين-2-بروبانون.
- النورإيفيدرين.
- حمض فينيل الخل.
- 1-فينيل-2-بروبانون.
- ألفا أبان-فينيلاسيتواسيتونيتريلي.
- بيبيرونيل.
- فوق منغنات البوتاسيوم.
- سودوإفدرين.
- السافرول.

### الطاولة 2
- أسيتون.
- حمض أنثرانيليك.
- ثنائي إيثيل الإيثر.
- حمض الهيدروكلوريك (كلوريد الهيدروجين).
- الميثيل إيثيل كيتون.
- تأكسد.
- حمض الكبريتيك.
- تولوين.